# Московский театр русской драмы под руководством Михаила Щепенко
Московский театр русской драмы под руководством Михаила Щепе́нко — московский драматический театр, существующий с 1987 года. Расположен по адресу: Земляной вал, дом 64.
25 декабря 1987 года в особняк на Земляном валу первый раз пришли зрители на спектакль «Всегда театр!» в постановке М. Г. Щепенко. Они стали свидетелями рождения Московского Театра Русской Драмы «Камерная сцена» п/р М. Щепенко. Словосочетание «Камерная сцена» исчезло из названия театра в 2012 году за неимением никакой сцены, кроме камерной со зрительным залом на 130 мест.

## История

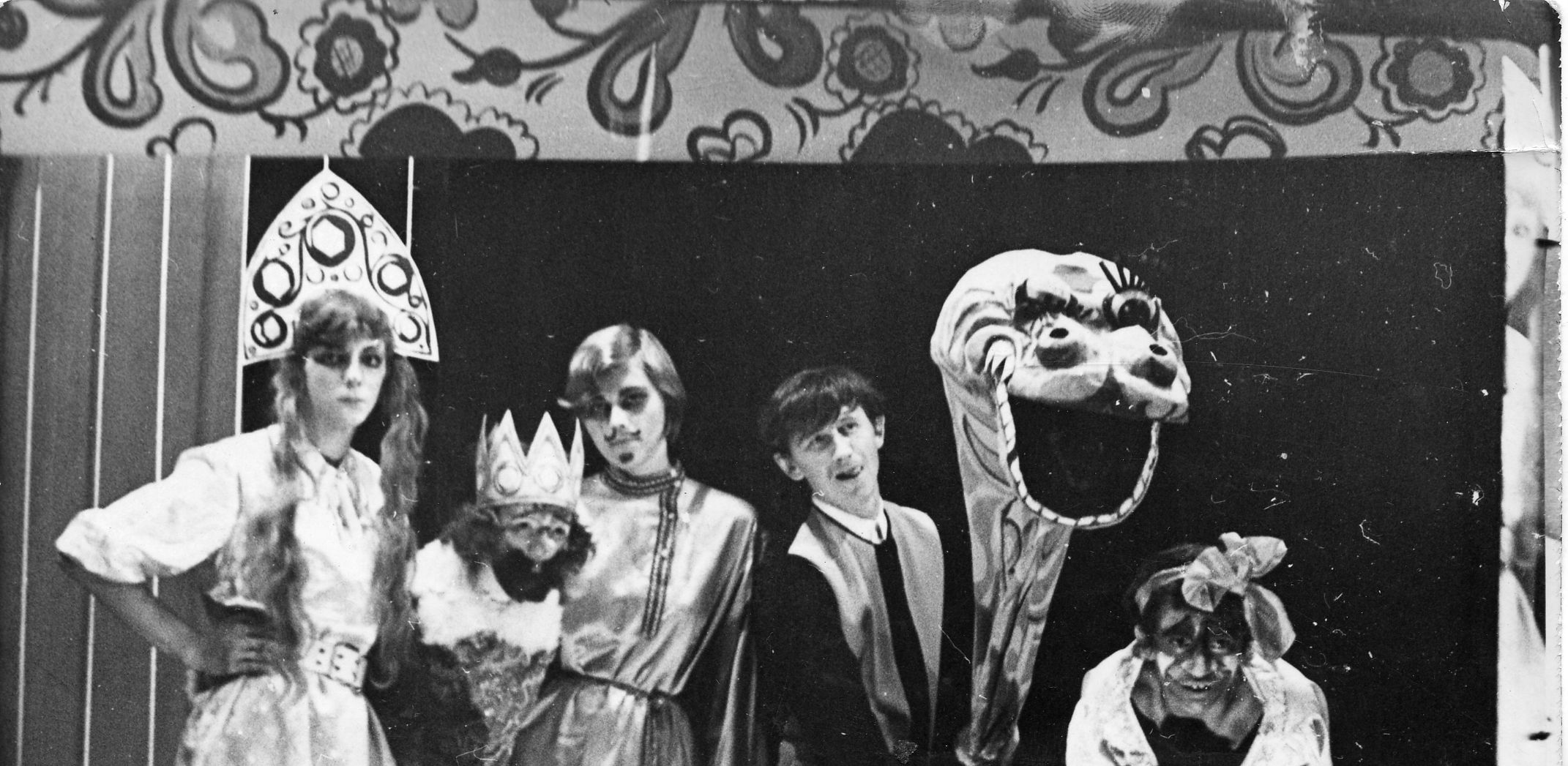
Сцена из первого спектакля "Сказка о прекрасной царевне со всеми вытекающими из этого последствиями

В октябре 1974 года студенты МХТИ им. Д. И. Менделеева объединились в театральный коллектив вокруг одного из работников университета — художника Михаила Щепенко. Через два года студийцы поставили свой первый спектакль — «Сказка о прекрасной царевне со всеми вытекающими из этого последствиями» по сценарию Михаила Щепенко и его супруги Тамары Басниной. В 1978 году спектаклем «Эй, кто-нибудь!» (У. Сароян, И. Хантер) ознаменовала своё открытие театральная студия на Новослободской.
В 1980 студия окончательно отдалилась от университета, переехав на улицу Чехова в дом № 8. «Театр-студия на улице Чехова» ещё не был официально театром, каждый актёр приходил на репетиции после рабочего дня, это было хобби, увлечение.

Репетиция театра-студии на улице Чехова

В 1982 студии было присвоено звание «Народный театр», и в этом же году были поставлены два спектакля по рассказам А. П. Чехова — «О чем кричите?» и «Чехов на улице Чехова». А через 5 лет, в 1987 году, театр получил статус профессионального и название «Камерная сцена». Коллектив переехал в особняк на Земляном валу, потому что масштаб и профессионализм постановок переросли ту сцену на улице Чехова, но при этом «камерность» как атмосфера сохраняется. Именно этот год считается датой основания театра. В течение 25 лет Московский Театр Русской Драмы под руководством Михаила Щепенко существует в Москве и имеет своего постоянного зрителя.

## Спектакли
Самый знаменитый спектакль театра: «Царь Фёдор Иоаннович» по одноименной пьесе А. К. Толстого — был поставлен Михаилом Григорьевичем Щепенко в 1997 году. В роли царя Фёдора выступил сам режиссёр. Этот спектакль стал визитной карточкой театра.

### Постановки прошлых лет

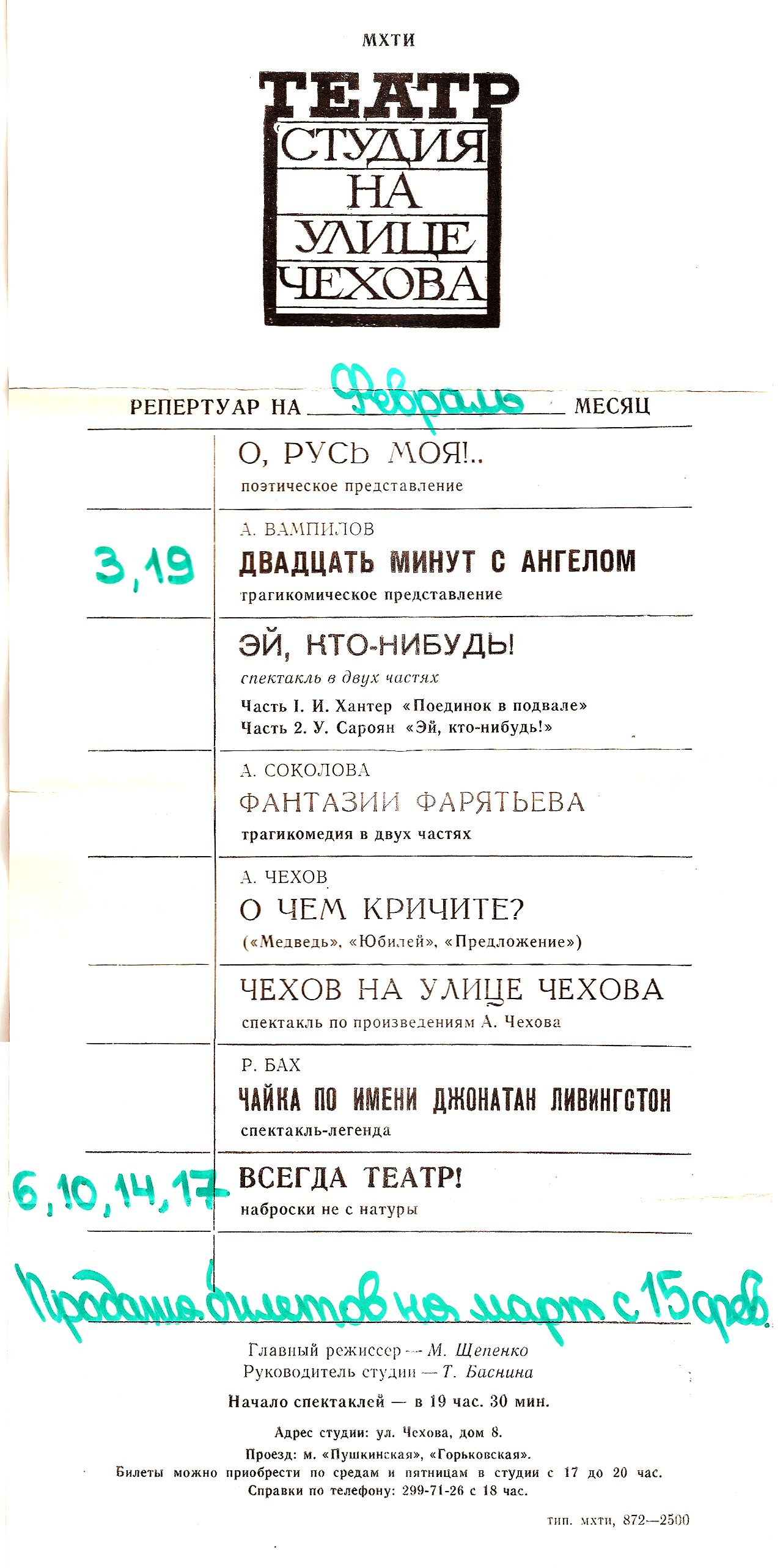
Репертуар Театра-студии на улице Чехова (1985 г.)

- 1976 год — «Сказка о прекрасной царевне со всеми вытекающими из этого последствиями» по пьесе Михаила Щепенко
- 1978 год — «Эй, кто-нибудь!» по пьесе У. Сарояна
- 1978 год — «Двадцать минут с ангелом» по пьесе А. Вампилова Провинциальные анекдоты (пьеса)
- 1979 год — «О, Русь моя!» по пьесе Михаила Щепенко
- 1982 год — «О чём кричите?» по мотивам пьес А. П. Чехова «Медведь», «Юбилей», «Предложение»
- 1982 год — «Чехов на улице Чехова» по произведениям А. П. Чехова
- 1983 год — «Всегда театр!» по пьесе И. Камерного
- 1984 год — «Чайка по имени Джонатан Ливингстон» по мотивам повести-притчи Р. Баха
- 1985 год — «Однажды утром перед закатом» по пьесе Михаила Щепенко
- 1986 год — «У нас в гостях Мольер» по пьесе Михаила Щепенко
- 1986 год — «Чехов на улице Чехова» по произведениям А. П. Чехова
- 1988 год — «Уравнение с двумя известными» по пьесе М. Арбатовой
- 1990 год — «Конь вороной» по пьесе Б. Савинкова
- 1994 год — «Клоу-дивертисмент» по пьесе И. Камерного
- 2001 год — «Барин и слуга» по пьесе К. Лукашевича
- 2004 год — «Выбор короля» по пьесе Л. Чарской
- 2006 год — «На переправе», режиссёр-постановщик Александр Попов

### Текущий репертуар
- 1988 год — «О том, как Иван Змея Горыныча победил» (ранее называлась «Сказка о прекрасной царевне со всеми вытекающими из этого последствиями»)
- 1988 год — «Ангел Скорбное понимание» по пьесе В. Москаленко
- 1990 год — «Три брата» по пьесе И. Камерного
- 1992 год — «Огни» по повести А. П. Чехова
- 1995 год — «Женитьба?» по пьесе Н. В. Гоголя
- 1996 год — «Необойдённый дом» по мотивам одноимённого сказания В. Ф. Одоевского и притчи Софьи Чистяковой «Две вдовы и незнакомец»
- 1997 год — «Царь Фёдор Иоаннович» по пьесе А. К. Толстого
- 1997 год — «Небесный гость» по пьесе Юлии Авериной
- 1998 год — «Ночь, когда открываются тайны» по пьесе Юлии Авериной
- 1999 год — «…И виждь, и внемли!» (литературно-музыкальная композиция на стихи поэтов Золотого века)
- 1999 год — «Муромское чудо» по пьесе Г. Юдина
- 2000 год — «Два Мороза» по пьесе Юлии Авериной
- 2001 год — «Кошкин дом» по мотивам пьесы С. Маршака
- 2001 год — «Вот вы спрашиваете, как мы поживаем…» по мотивам ранних рассказов А. П. Чехова
- 2002 год — «Куликово поле» по повести И. Шмелёва
- 2004 год — «Нежное сердце» (ранее «Беда от нежного сердца») по пьесе В. Соллогуба
- 2005 год — «По самому по краю» по пьесе Михаила Щепенко, основанной на реальных событиях
- 2005 год — «Это был, конечно, он…» по поэзии А. Твардовского
- 2008 год — «Сердце не камень» по пьесе А. Н. Островского
- 2008 год — «Бенгальские огни» по рассказам Н. Н. Носова
- 2009 год — «Двенадцать месяцев» по сказке С. Я. Маршака
- 2010 год — «Последний звонок» по пьесе Юлии Авериной
- 2010 год — «Лебединая песня» квинтэссенция этюда А.П. Чехова и пьесы А.Н. Островского
- 2012 год — «Римская легенда» по пьесе Юлии Авериной

## Адрес
- Адрес: ул. Земляной вал, дом 64
- Метро: Таганская / Марксистская
- Телефоны: (495) 915-07-18 (касса), (495) 915-75-21 (администрация)
- Время работы кассы: пн-вс 11:00-19:00